# Pelham Humfrey
Pelham Humfrey (Humphrey, Humphrys), né en 1647 et mort le 14 juillet 1674, est le premier compositeur anglais de la nouvelle génération à briller, au début de la Restauration.
Malgré sa mort à l'âge de 26 ans, il a exercé une forte influence sur ses pairs, même dans son jeune âge, y compris sur Henry Purcell dont il fut l'un des professeurs et John Blow. Sa disparition prématurée doit être considérée comme l'une des plus grandes tragédies de l'histoire de la musique anglaise ; à sa mort il avait déjà composé plusieurs œuvres poignantes et d'un grand pouvoir expressif.
À l'âge de 17 ans ses anthems étaient manifestement déjà joués et il fut envoyé par le roi pour étudier en France avec Lully et en Italie. Il succéda plus tard à Henry Cooke (son beau-père) comme Maître de la Chapelle Royale et devint aussi compositeur de la cour.
La manière de s'habiller et la tenue générale de Pelham Humfrey ne sont pas mentionnés en sa faveur dans le journal de Samuel Pepys. Il écrit : « Le petit Pelham Humphreys est un monsieur absolu, plein de formes, de confiance et de vanité, et dénigre les talents de tous, hors le sien ».